# Resolutie 251 Veiligheidsraad Verenigde Naties
Resolutie 251 van de Veiligheidsraad van de Verenigde Naties werd unaniem aangenomen op 2 mei 1968, en betreurde dat Israëls militaire parade voor zijn onafhankelijkheidsdag in Jeruzalem was doorgegaan ondanks de oproep om ervan af te zien.

## Achtergrond
Sinds het uitroepen van de staat Israël in 1948 had geen enkel Arabisch land Israël erkend, en velen verwachtten niet dat Israël nog erg lang zou blijven bestaan. Na de Zesdaagse Oorlog waren de spanningen bovendien erg hoog. Israël had de oorlog gewonnen, en had met de Westelijke Jordaanoever ook Oost-Jeruzalem veroverd op Jordanië. Kort daarop werd de stad geannexeerd en bestuurlijk samengevoegd met West-Jeruzalem. Vervolgens verschenen de Israëlische nederzettingen in de bezette gebieden, waaronder Oost-Jeruzalem, waaraan de Palestijnen steeds meer grondgebied verloren.
In 1968 besloot Israël een grootscheepse viering in Jeruzalem te houden omwille van 20 jaar onafhankelijkheid. In resolutie 250 werd Israël gezien de gespannen situatie verzocht af te zien van een militaire parade in Jeruzalem.

## Inhoud
De Veiligheidsraad bemerkte de rapporten van secretaris-generaal U Thant van 26 april (S/8561) en 2 mei 1968 (S/8567). Resolutie 250 (1968) van 27 april 1968 werd in herinnering geroepen. De Veiligheidsraad betreurde ten zeerste dat Israël in Jeruzalem op 2 mei een militaire parade had gehouden, waarmee het de unanieme beslissing van de Veiligheidsraad van 27 april 1968 negeerde.
Lijst ·  245 ·  246 ·  247 ·  248 ·  249 ·  250 ·  251 ·  252 ·  253 ·  254 ·  255 ·  256 ·  257 ·  258 ·  259 ·  260 ·  261 ·  262